# Обус
Обу́с (фр. Aubous) — коммуна во Франции, находится в регионе Аквитания. Департамент — Атлантические Пиренеи. Входит в состав кантона Тер-де-Люи и Кото-дю-Вик-Бий. Округ коммуны — По.
Код INSEE коммуны — 64074.

## География

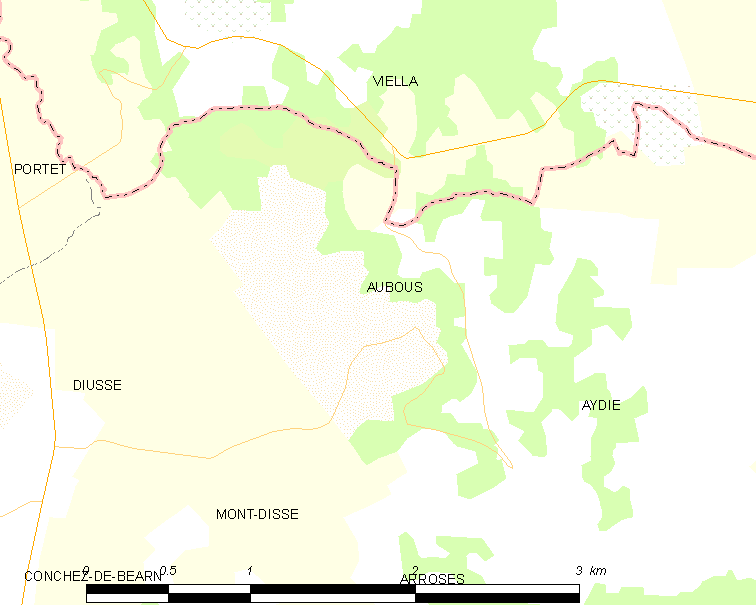
Карта коммуны

Коммуна расположена приблизительно в 620 км к югу от Парижа, в 145 км южнее Бордо, в 37 км к северо-востоку от По.
На западе коммуны протекает река Ларсис.

### Климат
Климат тёплый океанический. Зима мягкая, средняя температура января — от +5°С до +13°С, температуры ниже −10 °C бывают редко. Снег выпадает около 15 дней в году с ноября по апрель. Максимальная температура летом порядка 20-30 °C, выше 35 °C бывает очень редко. Количество осадков высокое, порядка 1100 мм в год. Характерна безветренная погода, сильные ветры очень редки.

## Население
Население коммуны на 2010 год составляло 51 человек.
| 1962 | 1968 | 1975 | 1982 | 1990 | 1999 | 2010 |
| ---- | ---- | ---- | ---- | ---- | ---- | ---- |
| 77   | 64   | 57   | 65   | 48   | 53   | 51   |

## Администрация
| Период | Период | Фамилия     | Партия | Примечания |
| ------ | ------ | ----------- | ------ | ---------- |
| 1995   | 2020   | Рене Польен |        |            |

## Экономика
В 2010 году среди 31 человек трудоспособного возраста (15-64 лет) 23 были экономически активными, 8 — неактивными (показатель активности — 74,2 %, в 1999 году было 81,6 %). Из 23 активных жителей работали 21 человек (13 мужчин и 8 женщин), безработных было 2 (1 мужчина и 1 женщина). Среди 8 неактивных 0 человек были учениками или студентами, 5 — пенсионерами, 3 были неактивными по другим причинам.

## Достопримечательности
- Церковь Св. Квитерия (XII век)[4]

## Фотогалерея

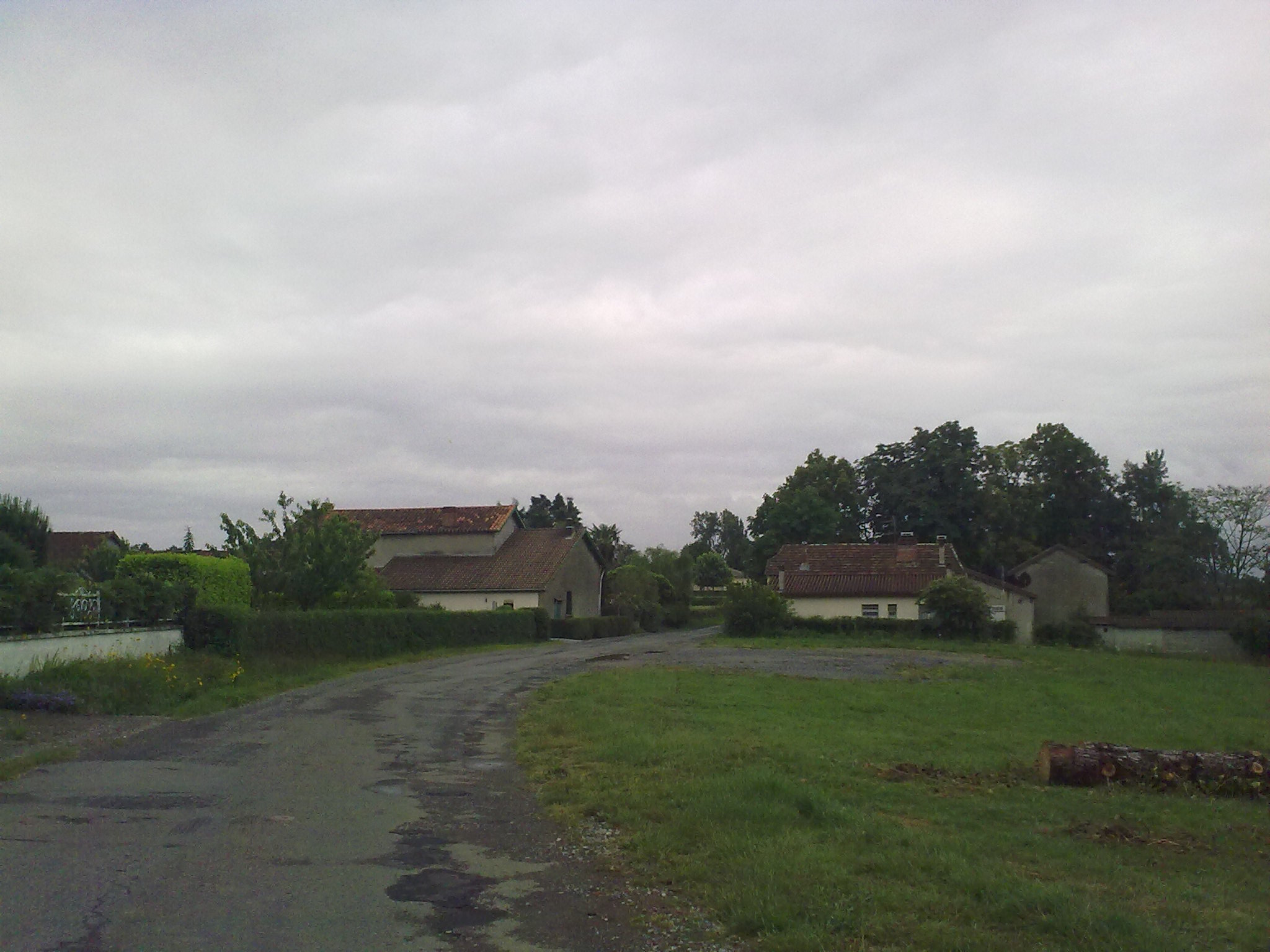
Обус
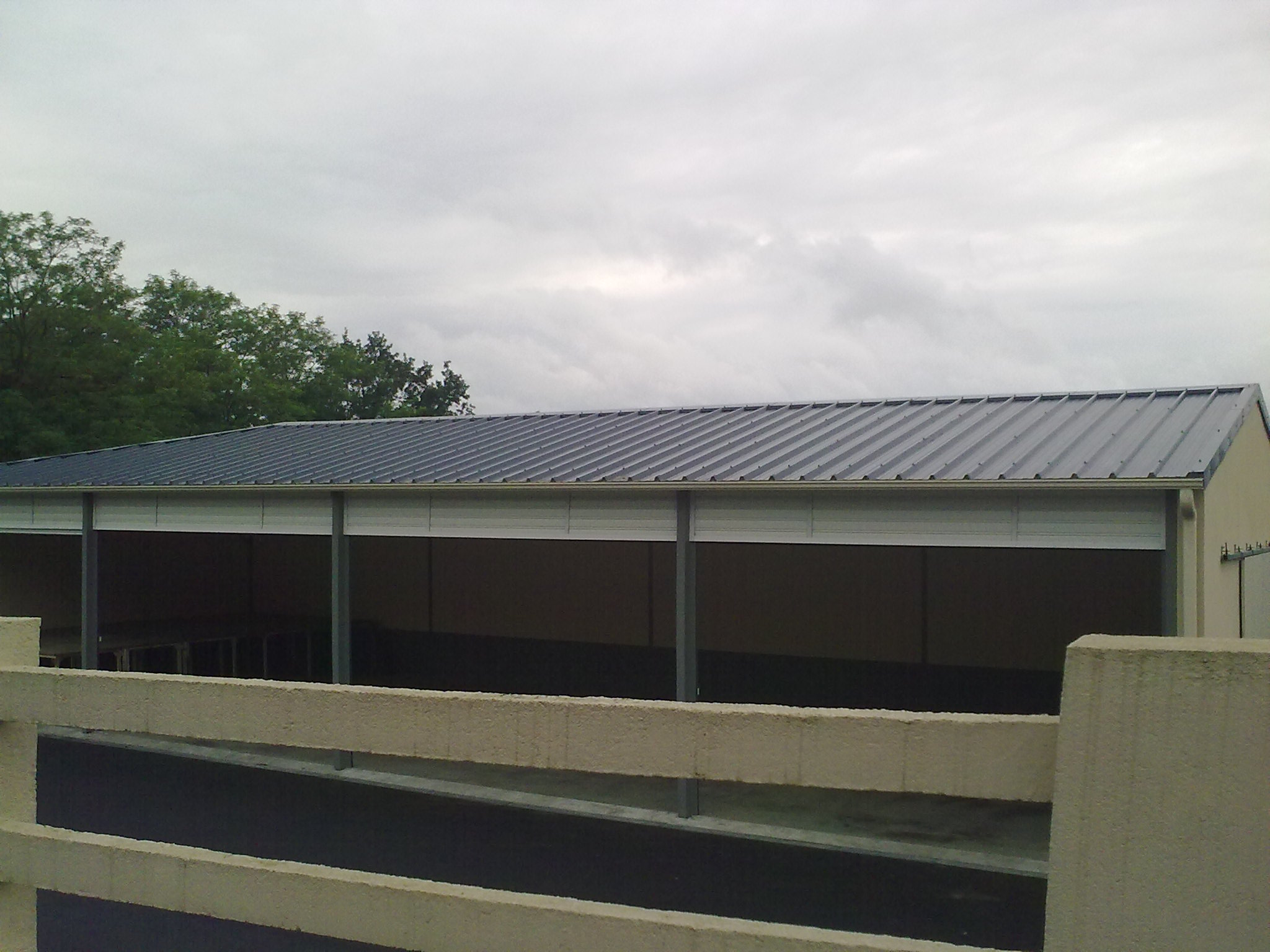
Зал